# Walenty Krząszcz
Walenty Krząszcz (ur. 13 lutego 1886 w Górkach Wielkich, zm. 3 kwietnia 1959 w Międzyrzeczu) – polski pisarz i nauczyciel związany przez całe życie ze Śląskiem Cieszyńskim.

## Życiorys
Ukończył niemieckie seminarium nauczycielskie w Cieszynie. Pracował w wyuczonym zawodzie w szkołach ludowych na terenie Śląska Cieszyńskiego. Kierował placówkami oświatowymi m.in. w Kisielowie i Lesznej Górnej (1915–1922), a następnie do 1949 (z przerwą w okresie II wojny światowej) w Międzyrzeczu. Udzielał się także jako organista.
Początkowo tworzył w języku niemieckim. Na łamach "Ślązaka" opublikował Opowiadania z życia ludu śląskiego. Napisał m.in. powieści Z cieszyńsko-śląskiej wsi (1919), Szkoła na pustkowiu, Janek, Mamidło cieszyńskie, Zdrajca powstańców oraz autobiograficzne W złotym Cieszynie i Przed maturą. Treść wielu z nich była powiązana z regionem Śląska Cieszyńskiego i poświęcona zwyczajom i problemom lokalnej codzienności.
Był autorem kilku sztuk scenicznych dla teatrów amatorskich (m.in. Grynia, herszt zbójników, Raubczycy spod Czantorii i Wesele cieszyńskie), spośród których drukiem wydano tylko tę ostatnią. Był także autorem wielu nowel i gawęd drukowanych w prasie regionalnej.
"Gawędziarz spod Witalusza", jak go nazywano (od nazwy wzgórza Witalusz w Górkach Wielkich), spoczywa na cmentarzu w rodzinnej wsi.